# Ami Klin
Ami Klin é um psicólogo brasileiro, radicado nos Estados Unidos da América, e pesquisador em autismo. Ele é o primeiro chefe de autismo e distúrbios relacionados do Marcus Autism Center, uma subsidiária integral da Children's Healthcare of Atlanta. Klin também é professor emérito da Georgia Research Alliance na Emory University e diretor da Divisão de Autismo e Distúrbios do Desenvolvimento Relacionados do Departamento de Pediatria da Escola de Medicina da Universidade de Emory.

## Biografia
Klin começou sua carreira de pesquisa estudando de autismo e Síndrome de Asperger e em psiquiatria no Yale Child Study Center. Klin trabalha no centro desde 1989. Ele obteve diplomas de bacharel em psicologia, ciência política e história pela Universidade Hebraica de Jerusalém em Israel, em 1983. Mais tarde, completou o doutorado em psicologia no University College London em 1988, sob a co-supervisão de Uta Frith. Ele é certificado em psicologia clínica. Klin ajudou a desenvolver o EarliPoint, um exame para diagnóstico precoce de autismo, procedimento aprovado pela FDA (Food and Drug Administration) nos EUA, em julho de 2023.

## Prêmios
Klin recebeu inúmeros prêmios e reconhecimentos profissionais e acadêmicos, incluindo Pesquisador do Ano do Business New Haven em colaboração com Yale, Prêmio Pearl H. Rieger de Excelência em Ciência Clínica do Rush Medical Center em Chicago e o Prêmio Robert McKenzie de Excelente Tese de Doutorado da University of London.